# Publi Meli Capitolí
Publi Meli Capitolí (en llatí Publius Maelius Capitolinus) va ser un magistrat romà. Probablement era fill d'Espuri Meli, un ric cavaller d'origen plebeu que va ser acusat d'aspirar a la monarquia. Formava part de la família dels Capitolí.
Publi Meli va ser elegit tribú amb potestat consolar dues vegades, els anys 400 aC i 396 aC. Titus Livi diu que era d'ascendència patrícia, però els Meli eren plebeus.